# Zevenhuizen (Tietjerksteradeel)
Zevenhuizen (Fries: Sânhuzen, [sɔ:n’hüzn]) is een buurtschap in de gemeente Tietjerksteradeel, in de Nederlandse provincie Friesland.
Het ligt ten noordoosten van Oenkerk en ten oosten van Oudkerk, waaronder het formeel ook valt. De bewoning van de buurtschap ligt aan de gelijknamige weg, tussen de Rode Singel en de Boskwei van Oudkerk/Roodkerk. Soms wordt de kleine kern van bewoning aan de Boskwei bij de T-splitsing met de Zevenhuizen bij de buurtschap gerekend.
De buurschap is in de 19e eeuw ontstaan. De eerste vermelding dateert echter van 1936 als Zevenhuizen. De plaatsnaam kan zowel duiden dat het is ontstaan toen er totaal zeven huizen waren gelegen maar het getal zeven werd ook wel gebruikt als duiding dat er meer dan een aantal huizen waren gelegen.
Steden, dorpen en gehuchten: Bartlehiem (deels) · Bergum · Eastermar · Eernewoude · Eestrum · Garijp · Giekerk · Hardegarijp · Molenend · Noordbergum · Oenkerk · Oudkerk · Rijperkerk · Suameer · Suawoude · Tietjerk · Veenwoudsterwal (deels) · Wijns

Buurtschappen: De Joere · Giekerkerhoek · Hoogzand · Iniaheide · Kleinegeest · Kuikhorne (deels) · Noordermeer · Quatrebras · Schuilenburg · Siegerswoude · Sumarreheide (Suameerderheide) · Tergracht (deels) · Witveen · Zevenhuizen · Zwartewegsend

Friesland: Steden en dorpen      Nederland: Provincies · Gemeenten